# Mark Salzman
Mark Salzman (3 dicembre 1959) è un violoncellista, scrittore e sinologo statunitense.

## Biografia
Ha imparato a suonare il violoncello durante l'adolescenza. Nel 1982 si è laureato all'Università Yale discutendo una tesi in letteratura cinese che gli ha valso la summa cum laude, dopodiché si è trasferito a Changsha, rimanendovi due anni: qui ha lavorato come insegnante e appreso il kung fu. Su queste esperienze in Asia ha scritto un libro al suo rientro negli USA, La spada e la seta, da cui nel 1990 è stato tratto il film Ferro & Seta, interpretato dallo stesso Salzman, che tornerà in seguito a lavorare per il cinema, sia pure solo occasionalmente. Salzman ha quindi intrapreso la carriera concertistica, suonando tra l'altro insieme a Yo-Yo Ma. È anche autore di romanzi e di racconti. Nel 2000 è stato insignito della Guggenheim Fellowship.

## Vita privata
Salzman è sposato con Jessica Yu, regista vincitrice di un Premio Oscar. La coppia ha due figlie, Ava ed Esme. La famiglia vive nel sud della California.